# Raça ariana
Raça ariana é um conceito de raça que teve origem no auge do século XIX numa noção inspirada pela descoberta da família de línguas indo-europeias. Ganhou ênfase durante a Alemanha Nazista e tinha enfoque em traços faciais definidos, um queixo forte, e linhas faciais proeminentes e visíveis, a origem étnica caucasiana, cabelo claro, sobretudo loiro e espectro de olhos azuis a verdes, onde as características eram idealisticamente representadas sobretudo pelos povos nórdicos.
É um conceito considerado retrógrado e racista que é no século XXI ainda defendido por radicais de supremacia branca, comumente ligados à extrema-direita. Alguns etnólogos do século XIX propuseram que todos os povos europeus de etnia branca-caucasiana eram descendentes do antigo povo ariano. Correntes europeias, de caráter nacionalista da época, abraçaram essa tese. Esta foi tratada com maior ênfase pelo Partido Nazista da Alemanha. Estes associaram o conceito de identidade nacional à raça ariana do povo germânico através do princípio da unidade étnica, com a finalidade de elevar o moral e orgulho nacionais do povo alemão, destroçados pela derrota na Primeira Guerra Mundial e das condições consideradas humilhantes da rendição, impostas pelo Tratado de Versalhes.

## Conceitos diversos
A palavra ário (do sânscrito arya, "nobre"), está associada à discussão sobre a existência de um povo ariano diferenciado, modernamente denominado de proto-indo-europeu, e que deu origem às primitivas línguas indo-europeias.[carece de fontes?]

## Darwinismo social
Herbert Spencer decidiu aplicar a ideia da seleção do mais capaz aos indivíduos e sociedades humanas. Ao contrário do que o senso-comum diz, foi Spencer e não Darwin o criador da expressão "lei do mais forte". Dentre os seguidores das ideias de Spencer contam-se Ernst Haeckel, que fundara a "Deutsche Monistbund" (Liga Monista Alemã - cujas ideias serviram de base para a doutrina biológico-política do nazismo), e ainda Arthur de Gobineau.
Estas novas teorias, apesar de denominadas de "Darwinismo Social", possivelmente pouco tinham a ver com as teorias de Darwin. De fato, Darwin não aponta necessariamente o indivíduo mais adaptado às mudanças ambientais como "superior" - e sim que estas condições permite-lhes uma maior possibilidade ou capacidade reprodutiva e vitória na competição pelo alimento. O fato foi que a ideia original da sobrevivência dos indivíduos foi sendo gradualmente transformada em o conceito da sobrevivência de indivíduos superiores aos seus ancestrais extintos, até finalmente tornar-se na dominação dos seres superiores na cadeia alimentar ou na escala evolutiva.

### Uso da teoria
Arthur de Gobineau (1816-1882), em seu "Essai sur l'inégalité des races humaines" (Ensaio sobre a desigualdade das raças humanas) de 1853, supôs que a raça indo-europeia seria a ancestral de todas as classes dominantes da Europa e da Ásia Ocidental, sobretudo da nobreza francesa da qual ele alegava ser descendente.
Gobineau faz também uma análise retrospectiva e pessimista, apontando que o declínio da raça superior devia-se ao contexto democrático que evoluía. Essas ideias cativaram a simpatia de representantes das mais altas hierarquias europeias, sem que ninguém a contestasse. Naquela época, salienta-se, a desigualdade dos povos humanos saltava aos olhos dos europeus, que assumiam uma visão de colonizador, verdadeiros responsáveis pelo controle do mundo "não civilizado". Usavam os europeus ainda das mesmas ideias para justificar a dominação a que submetiam-se os outros povos.
Depois de Gobineau, esse mito encontrou adeptos que lhe deram um desenvolvimento ainda mais radical. Primeiro em Ludwig Geiger, judeu alemão, filho de um rabino chamado Abraham Geiger, que em 1871 divulgou a ideia de que a raça ariana teria surgido na Europa Central.
Após Geiger, as ideias de Theodor Poesche receberam destaque. Poesche foi o responsável pela atribuição de características nórdicas aos arianos, em 1878. Entre 1883 e 1891, Karl Penka popularizou a imagem do ariano louro com olhos azuis, crânio alongado. Gerald Henry Rendall difundiu essa imagem na Inglaterra, em 1889. Dentre os que abraçaram essa ideia estava H. S. Chamberlain, genro de Wagner, que disse na sua obra "Os Fundamentos do século XIX, de 1899, que a "raça superior" descrita por Gobineau não havia desaparecido, e mais: ela subsistira em seu estado puro na Alemanha e no Norte Europeu.
Ao fim do século XIX a Alemanha havia assistido ao florescimento de grandes escritores, filósofos e músicos, tendo há pouco tempo conquistado sua unificação. Seguia, assim como já tinha ocorrida à Inglaterra e à França, à rápida industrialização, ao tempo em que Otto von Bismarck dotava os trabalhadores de moderno sistema de seguro social.
Mas muitos alemães, longe de se satisfazerem com esses resultados, defendiam o pangermanismo e até a superioridade de seu povo. Receberam, portanto, de bom grado as ideias do inglês Chamberlain. Este, por sua vez, durante a I Guerra Mundial, naturalizou-se alemão. Foi Chamberlain um dos principais inspiradores de Adolf Hitler, que esteve presente no seu funeral, em 1927.
No campo filosófico, Heidegger sustenta a ideia de uma superioridade germânica no plano ontológico, e talvez por isto seja o inspirador direto de Hitler, segundo Emmanuel Faye (Heidegger, l'introduction du nazisme en philosophie - Heidegger, a introdução do nazismo na filosofia).
O termo também foi usado por Max Heindel em 1909, no Conceito Rosacruz do Cosmos, para identificar os povos que teriam surgido na Terra depois da destruição da Atlântida e que estariam também relacionados aos povos de língua indo-europeia, apontando ainda que estes são os mais avançados da atual onda de vida humana. Porém, ao contrário de Chamberlain e Heidegger, Max Heindel era contra a ideia de uma raça pura e superior. Em vez disso, defendia a miscigenação como forma de tornar o mundo uma fraternidade universal, sem distinção de raças e nações.

## Conceituação nazista
Segundo o ideário nazista, a raça ariana seria uma das três grandes raças humanas, e este termo (ariana) serviria para designar a raça branca ou caucasóide, descendente das antigas tribos que se originaram da região do Cáucaso ao sul da Rússia, há cerca de sete ou oito mil anos, e se expandiram por toda a Europa no curso da história. O termo deriva do sânscrito (uma das primeiras línguas arianas) e significa "nobre".

## O conceito da superioridade germânica
O conceito da superioridade racial germânica, exaltado pelo nazismo através da associação com a raça ariana, segundo Phillip Wayne Powell (Tree Of Hate, 1985), teve início na Alemanha do século XV, quando os germânicos começaram a se ressentir do fato milenar dos italianos olharem para eles com desdém, como um povo inferior e atrasado. Na página 48, ele escreve:
"Durante o século XV e início do XVI, um poderoso surto de patriotismo germânico foi estimulado pelo desdém dos italianos pela "inferioridade e barbarismo" germânicos, o que levou a uma reação contrária de humanistas alemães a exaltar qualidades germânicas."
Desde a era romana até o entre guerras após a Primeira Guerra Mundial, muitos foram os fatores que fizeram o povo alemão ser seguidamente humilhado.
Segundo M. W. Fodor, em "The Nation" (1936):
"Nenhuma raça sofreu mais com complexo de inferioridade que o alemão. O nacional socialismo foi um "método de Coué" para converter este complexo de inferioridade em um senso de superioridade."

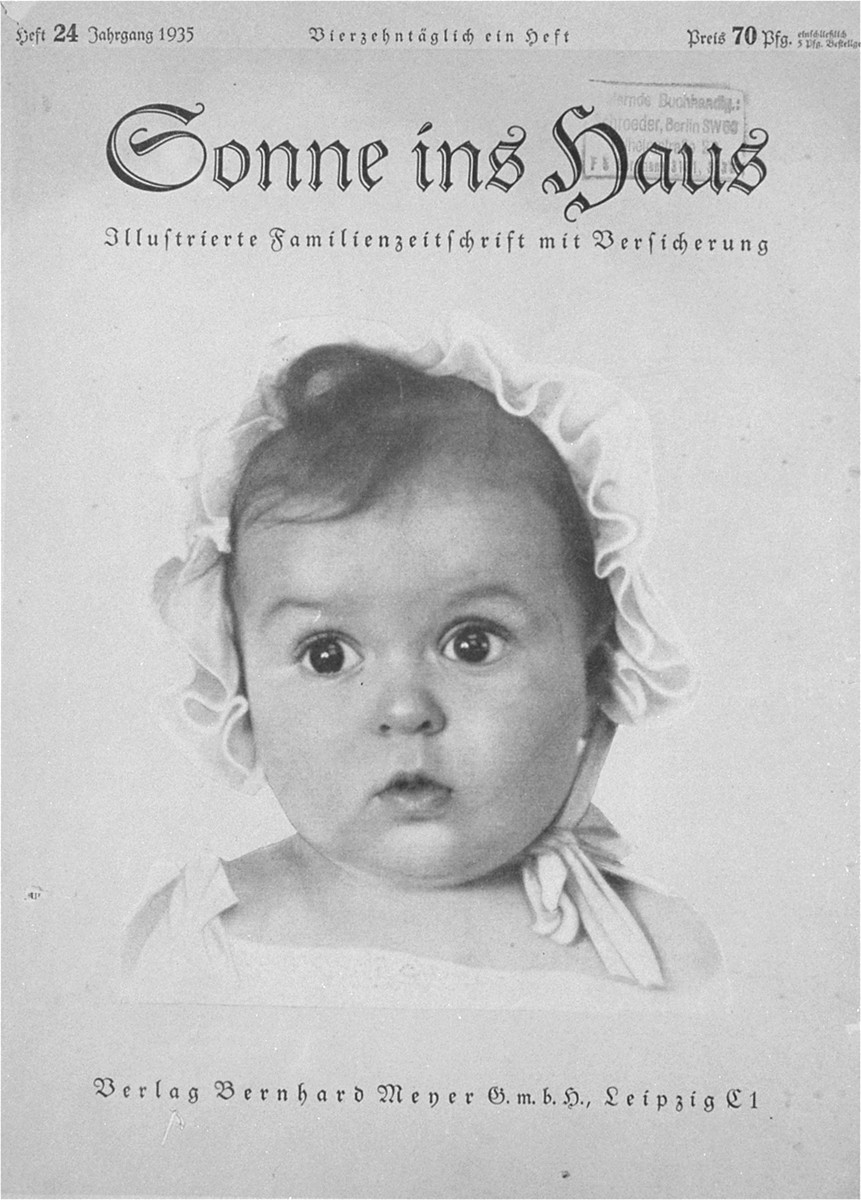
Hessy Levinsons Taft, uma bebê judia, selecionada pessoalmente pelo ministro da propaganda do III Reich, Joseph Goebbels, para representar o "bebê ariano ideal" na propaganda nazista. Goebbels não tinha conhecimento da ascendência de Taft.

Esta noção de superioridade italiana e desdém aos alemães como inferiores (que perdura até hoje) é resquício direto da mesma visão que tinham os romanos e gregos, que inclusive acreditavam que povos muito claros ou muito escuros eram racialmente inferiores e fracos.
Com base nos ideários de épocas remotas, como da Antiguidade Clássica ou da Idade Média, a ideia de superioridade racial estava, na verdade, atrelada à superioridade militar, científica e econômica de povos mais favorecidos, como os egípcios, romanos e gregos, que se consideravam superiores aos demais, principalmente em relação aos conquistados. A explicação mais convincente na época era de que esses povos eram racialmente inferiores com base no rótulo mais notório: o fenótipo dos mesmos. Contudo, muitos povos poderiam ser considerados civilizados em diversos aspectos, Como exemplo, temos os povos germânicos e nórdicos. Estes possuíam crenças, costumes e princípios morais bem consolidados, assim como o de liberdade e de lealdade, ao mesmo tempo a aversão à dominação e escravidão. Diante das sucessivas investidas de vários povos invasores, notadamente dos romanos, os povos germânicos desenvolveram um sentimento de unidade racial e nacional, diante do modo como eram tratados pelos romanos, que desprezavam todos aqueles povos que não aceitavam seu "modus vivendi". Apesar disso, os povos germânicos continuaram por séculos separados geográfica e politicamente. Somente a partir do século XV é que deu-se início a um ideal mais consolidado de uma nação germânica. Entretanto, somente no século XIX os povos germânicos se unificaram como uma nação.

## Subdivisões da raça ariana no ideário nazista
Segundo as ideias nazistas, a raça ariana possuiria as seguintes subdivisões:
1. Raça nórdica (dolicocéfala loira);
2. Raça alpina (braquicéfala morena);
3. Raça mediterrânea (dolicocéfala morena).